# Abiotische Umweltfaktoren

Luft, Sonne, Wasser und Boden sind wichtige abiotische Umweltfaktoren

Als abiotisch (griech. „nichtlebend“) werden alle Umweltfaktoren zusammengefasst, an denen Lebewesen nicht erkennbar beteiligt sind. Sie umfassen unter anderem Klima, Atmosphäre, Wasser (besonders den pH-Wert), Temperatur, Licht, Strömung, Salinität, Konzentration an Nährsalzen und anderen chemischen Stoffen. Sie stellen somit alle nicht-belebten Interaktionspartner in einem Ökosystem dar.

## Auswahl einzelner abiotischer Umweltfaktoren
- Klima: Hierzu zählen die thermischen Faktoren Strahlungsverhältnisse, Luft- und Bodentemperatur, die hygrischen Faktoren Luftfeuchtigkeit, Niederschlag und Schneedecke, sowie verschiedenste Wettererscheinungen, wie Nebel, Winde oder Blitze.
  - Lufttemperatur: Alle Lebewesen haben einen eingegrenzten Temperaturbereich, in dem sie existieren können. Bei zu hohen oder zu niedrigen Temperaturen kann es zur Einschränkung des Stoffwechsels bis hin zu dessen Erliegen kommen (Hitzestarre, Hitzetod, Kältestarre, Kältetod).
- Relief: Hierbei sind vor allem Hangrichtung und Hangneigung, aber auch die Lage zur Umgebung wichtig. Das Relief hat einen Einfluss auf die Höhe und Dauer der Sonneneinstrahlung, sowie auf die Witterungsexposition (Wetterseite).
- Boden: Hier sind vor allem die Struktur, also Körnung, Humusgehalt und das geologische Ausgangsmaterial von Bedeutung. Aber auch die Feuchtigkeit, der Nährstoffgehalt, der pH-Wert und die chemische Zusammensetzung spielen eine wichtige Rolle.
- Licht: Licht ist hier als Energiequelle und Reiz für die Lebewesen zu sehen. Außerdem ist der Lichteinschlag für die  Photosynthese von Pflanzen von großer Bedeutung.
- Wasser: Hierbei wird vor allem der Zugang zum Wasser, der Grundwasserstand, das Bodenwasser, aber auch der Wassergehalt der Luft betrachtet.
- Feuer: Hier geht es um die Anpassungen von Lebewesen an regelmäßig wiederkehrende Brände und Auswirkungen von Bränden auf Ökosysteme.
- chemische Faktoren: Dabei wird die Kohlendioxid- und Sauerstoffkonzentration, die Gift- und Schadstoffe und der pH-Wert betrachtet.
- mechanische Faktoren: Hier sind Wind, Raumeinengung, die Schneelast und ähnliche Faktoren von Bedeutung.

Im Pflanzenschutz werden alle Pflanzenschäden, die auf abiotischen Einwirkungen beruhen, als abiotische oder nicht-parasitäre Schadursachen bezeichnet.